# بنجامين بافار
بنيامين بافار (بالفرنسية: Benjamin Pavard)‏ (ولد في 28 مارس 1996) هو لاعب كرة قدم فرنسي يلعب ك‍ظهير أيمن لفريق إنتر ميلان في الدوري الإيطالي ومنتخب فرنسا.

## نشأته ومسيرته
ولد بافارد في موبوج، نورد، بالقرب من الحدود البلجيكية، ولعب لأول مرة مع نادي مسقط رأسه في جيومونت، حيث بدأ مهاجم فرنسا الدولي السابق جان بيير بابين مسيرته المهنية. انضم بافارد إلى أكاديمية ليل في سن التاسعة. قام بأول مباراة له في دوري الدرجة الأولى الفرنسي في 31 يناير 2015 ضد إف سي نانت، حيث لعب المباراة الكاملة بالتعادل 1-1. قدم بافارد 21 مباراة في الدوري خلال موسمين ليل، قبل مغادرته النادي في عام 2016.

### نادي شتوتغارت
في 30 أغسطس 2016، انتقل بافارد إلى في إف بي شتوتغارت، لتوقيع عقد لمدة أربع سنوات. ظهر لأول مرة في 2. البوندسليجا في 3 أكتوبر، وسجل في فوز 4-0 على أرضه على SpVgg Greuther Fürth. ] لعب 21 مباراة وأنهى فريقه الموسم بصفته أبطال الدوري. قام بافارد بأول مباراة له مع البوندسليجا في 19 أغسطس في خسارة 2-0 في هرتا بي إس سي. سجل هدفه الأول في البوندسليجا مع ضربة رأس رائعة في 29 أكتوبر في فوز 3-0 على فرايبورغ على ملعب مرسيدس بنز. مدد عقده مع شتوتغارت في 20 ديسمبر 2017 حتى 30 يونيو 2021. كان واحداً من أربعة لاعبين فقط ظهروا في كل ثانية واحدة من موسم الدوري الألماني 2017-2017. لعب في عدة مناصب، مثل الظهير الأيمن، الظهير الأيسر، لاعب الوسط الدفاعي والجناح الأيمن، لكن بعد تعيين تيفون كوركوت كمدير في يناير 2018، كان حصرياً في مركز الظهير؛ تلقى الفريق 10 أهداف في آخر 14 مباراة له حيث ذهبوا بالقرب من أماكن الهبوط ليحتلوا المركز السابع، وفقدوا مكانهم في الدوري الأوروبي.

### بايرن ميونخ
في 9 يناير 2019، أكد بايرن ميونيخ أن بافارد سينضم للنادي لموسم 2019-2020، وتوقيعه عقد مدته خمس سنوات حتى 30 يونيو 2024. حقق مع بايرن دوري أبطال أوروبا 2019–20.

### مسيرته الدولية
في 6 نوفمبر 2017، تم اختيار بافارد من قبل المدرب الفرنسي ديدييه ديشامب لمباريات ودية ضد ويلز وألمانيا. ظهر لأول مرة ضد الويلز في 10 نوفمبر بفوزه 2-0 في استاد فرنسا، ليحل محل كريستوف جاليت في نصف الوقت. في 17 مايو 2018، تم استدعاؤه إلى المنتخب الفرنسي المكون من 23 لاعباً لكأس العالم 2018 FIFA في روسيا. في 16 يونيو، ظهر بافارد لأول مرة في كأس العالم بفوزه 2-1 على أستراليا. في 30 يونيو، سجل بافارد هدفه الدولي الأول، وهي تسديدة بعيدة المدى من خارج منطقة الجزاء، في فوز 4-3 على الأرجنتين في دور الـ 16 لكأس العالم. تم التصويت على الهدف لاحقًا كهدف للبطولة. كما أصبح أول مدافع فرنسي يسجل هدفًا في كأس العالم منذ أن سجل ليليان تورام هدفًا ضد كرواتيا في الدور نصف النهائي عام 1998. فاز بافارد بكأس العالم، لعب بافار جميع مباريات فرنسا باستثناء آخر مباريات المجموعة ضد الدنمارك.

## الإنجازات
بايرن ميونخ
- الدوري الألماني الدرجة الأولى: 2019–20، 2020–21، 2021–22، 2022–23
- كأس ألمانيا: 2019–20
- دوري أبطال أوروبا: 2019–20[2]
- كأس السوبر الأوروبي: 2020

 فرنسا
- كأس العالم: 2018

## روابط خارجية
- بنجامين بافار على موقع الاتحاد الدولي (مؤرشف)  (الإنجليزية)
- بنجامين بافار على موقع الاتحاد الأوربي (الإنجليزية)
- بنجامين بافار على موقع إي إس بي إن إف سي (الإنجليزية)
- بنجامين بافار على موقع قاعدة بيانات كرة القدم.إي يو (الإنجليزية)
- بنجامين بافار على موقع ليكيب (الفرنسية)
- بنجامين بافار على موقع ناشيونال فوتبول تيمز (الإنجليزية)
- بنجامين بافار على موقع Soccerbase.com (لاعب) (الإنجليزية)
- بنجامين بافار على موقع Soccerway.com (الإنجليزية)
- بنجامين بافار على موقع عالم كرة القدم.نت (الإنجليزية)
- بنجامين بافار على موقع كووورة